# Stan Tracey

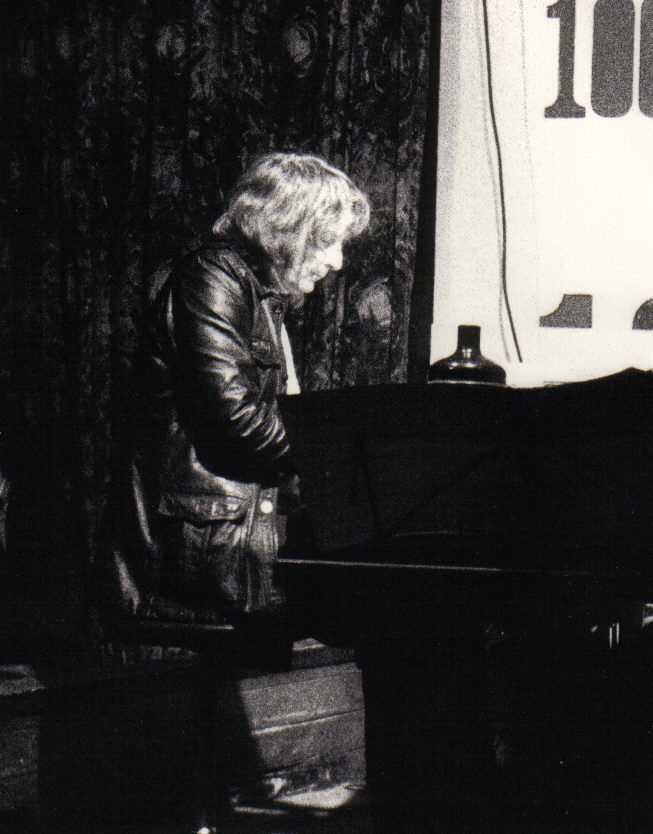
Stan Tracey (1980er Jahre)

Stanley William Tracey (* 30. Dezember 1926 in London; † 6. Dezember 2013 in St Albans) war ein britischer Jazzpianist, Arrangeur und Komponist. Er gilt als einer der Wegbereiter eines sich vom amerikanischen Vorbild lösenden Jazz in Großbritannien.

## Leben und Wirken
Tracey war bereits mit 16 Jahren Berufsmusiker und spielte zunächst als Akkordeonist zur Unterhaltung. Ab 1945 leistete er seinen Armeedienst ab, teilweise in Unterhaltungsgruppen für Armeeangehörige in Ägypten und Palästina. 1948 kam er nach London zurück, wo er mit Ronnie Scott spielte. 1951 nahm er mit dem Quintett von Eddie Thompson auf, um dann auf Ozeandampfern der Cunard Line und in Tanzorchestern zu wirken. Ab 1952 arbeitete er auch im Jazzbereich (u. a. mit Kenny Baker, Victor Feldman, Tony Crombie sowie Ivor und Basil Kirchin). 1957 war er mit Ronnie Scott auf Amerikatournee. Zwischen 1957 und 1959 arbeitete er fast zwei Jahre lang (auch als Vibraphonist) mit Ted Heath. Zwischen 1960 und 1967 war er in Ronnie Scott’s Jazz Club als Hauspianist tätigt und begleitete die durchreisenden Solisten wie Ben Webster, Sonny Rollins oder Zoot Sims. 1964 gründete er ein eigenes Quartett, dem zunächst Saxophonisten wie Bobby Wellins oder Trevor Watts angehörten (seit 1974 Art Themen). Tracey machte Aufnahmen als Solist, im Duo, etwa mit Mike Osborne, John Surman, Tony Coe oder auch Keith Tippett und Louis Moholo-Moholo (Khumbula (Remember), 2005), und in größeren Gruppen bis hin zur Big Band.
Als Pianist stand Tracey unter dem Einfluss von Ellington und Monk. Er erhielt die folgenden Auszeichnungen des britischen Jazz: Best Pianist (1992), Best Composer/Arranger (1993, 1995, 1997, 1999), Best Album Release (1993) Best Small Group (1995). 1986 wurde ihm für seine Verdienste um den britischen Jazz der Order of the British Empire verliehen. 2012 wurde er mit dem neu geschaffenen Ivors Jazz Award geehrt.
Im Jahr 2003 war Tracey Gegenstand der BBC-Fernsehdokumentation „Godfather of British Jazz“. Der Schlagzeuger Clark Tracey ist sein Sohn.

## Diskographische Hinweise
- With Love from Jazz (Trio, 1957)
- Under Milk Wood (Blue Note, 1965) mit Bobby Wellins, Jeff Clyne, Jackie Dougan
- The Salisbury Suite (Steam, 1978) mit Jeff Daly, Art Themen, Don Weller, Harry Beckett, Malcolm Griffiths, Dave Green, Bryan Spring
- Genesis (Steam, 1989) mit John Barclay, Steve Sidwell, Guy Barker, Henry Lowther, Malcolm Griffiths, Chris Pyne, Geoff Perkins, Peter King, Jamie Talbot, Tony Coe, Art Themen, Phil Todd, Roy Babbington, Clark Tracey
- Portraits Plus (Blue Note, 1992) mit Guy Barker, Malcolm Griffiths, Art Themen, Peter King, Don Weller, Dave Green, Clark Tracey
- For Heaven's Sake (Cadillac, 1995) mit Gerard Presencer, Andrew Cleyndert, Clark Tracey
- Solo: Trio (Cadillac, 1997) mit Andrew Cleyndert, Clark Tracey
- Evan Parker/Stan Tracey Suspensions and Anticipations (Psi, 2003)
- Danny Moss/Stan Tracey Just You, Just Me (Avid, 2003)
- The Last Time I Saw You (Trio, 2004) mit Peter King, Clark Tracey, Andrew Cleyndert
- Stan Tracey Orchestra at the Appleby Jazz Festival (2007), u. a. mit Guy Barker, Henry Lowther, Evan Parker, Alan Barnes, Mornington Lockett, Andrew Cleyndert
- A Child's Christmas Jazz Suite (ReSteamed, 2011) mit Clark Tracey, Andrew Cleyndert, Simon Allen

## Lexikalische Einträge
- Philippe Carles, André Clergeat, Jean-Louis Comolli: Le nouveau dictionnaire du jazz. Édition Robert Laffont, Paris 2011, ISBN 978-2-221-11592-3.
- Ian Carr, Digby Fairweather, Brian Priestley: Rough Guide Jazz. Der ultimative Führer zur Jazzmusik. 1700 Künstler und Bands von den Anfängen bis heute. Metzler, Stuttgart/Weimar 1999, ISBN 3-476-01584-X.
- Richard Cook, Brian Morton: The Penguin Guide to Jazz Recordings. 8. Auflage. Penguin, London 2006, ISBN 0-14-102327-9.
- Martin Kunzler: Jazz-Lexikon. Band 2: M–Z (= rororo-Sachbuch. Bd. 16513). 2. Auflage. Rowohlt, Reinbek bei Hamburg 2004, ISBN 3-499-16513-9.